# 岸島芳太郎
岸島 芳太郎（きしじま よしたろう、生没年不詳）は、新選組隊士。

## 略歴
丹後国宮津出身。元々浪人であったが、1864年12月までの京坂における隊士募集に応じて加盟する。伍長、諸士調査役兼監察、勘定役並小荷駄方、勘定方などを務めた。なお、行軍録においては、谷三十郎が指揮する八番大炮組に属している。新選組の幕臣取立て論に反対して脱退を申し出ているが、1867年6月の幕臣取立て時には、見廻組並御雇となっている。同年11月17日には、「伏見御用」として25両を原田左之助とともに受け取るとの記録が残っており、また、永倉新八の「浪士文久報国記事」によれば、伊東甲子太郎暗殺にも関与したとされる。
1868年の鳥羽・伏見の戦い後に江戸へ帰還する。甲陽鎮撫隊には歩兵頭として従軍するが、甲州勝沼の戦いで負傷して再度江戸へ帰還する。同年2月の脇差購入の記録を最後に消息が不明となり、その後、隊を脱したと思料される。
離隊後は、彰義隊に関わったとされる。一説によれば、維新後に京都の原田左之助未亡人を訪問し、原田の最期と戒名を伝えたとされる。

## 備考
- 主に会計関係に従事していたためか、出動が記録されることは少ない。大政奉還後、新選組が伏見奉行所へ移動した際は金銭搬送を担当している。また、甲陽鎮撫隊行軍の際は、約6590両もの軍資金輸送を担当している。
- 御陵衛士と戦った油小路事件に出動し、負傷したことが記録されている。